# Сулбијате
Сулбијате (итал. Sulbiate) је насеље у Италији у округу Монца и Бријанца, региону Ломбардија.
Према процени из 2011. у насељу је живело 4021 становника. Насеље се налази на надморској висини од 238 м.

## Становништво
Према резултатима пописа становништва 2011. у општини је живело 4.067 становника.
| 1931. | 1936. | 1951. | 1961. | 1971. | 1981. | 1991. | 2001. | 2011. |
| ----- | ----- | ----- | ----- | ----- | ----- | ----- | ----- | ----- |
| 2.205 | 2.210 | 2.318 | 2.257 | 2.233 | 2.303 | 2.932 | 3.305 | 4.067 |